# C. Peter Wagner

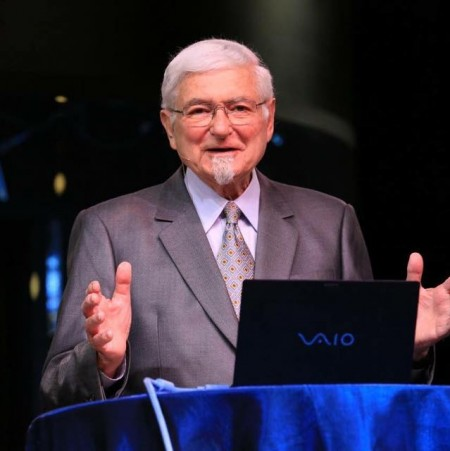
C. Peter Wagner

Charles Peter Wagner (15 augustus 1930 – 21 oktober 2016) was een Amerikaanse voorganger en  professor aan de Fuller Theological Seminary. Hij introduceerde  de term Derde Golf en was de overziener van het het kerkgenootschap Global Harvest Ministries.

## Levensloop en bediening
In de periode 1956-1971 waren de Wagners als zendelingen actief in Bolivia namens de organisatie South American Mission en Andes Evangelical Mission (tegenwoordig bekend onder de naam SIM International).
In 1971 werd Wagner professor bij de Fuller Theological Seminary. Samen met Donald McGavran werd de school een populaire en invloedrijke organisatie binnen de pinkster- en charismatische beweging wereldwijd.
In 1982 ging Wagner samenwerken met John Wimber, de grondlegger van de Vineyardbeweging, om een nieuwe richting te geven aan Fuller Theological Seminary, de organisatie werd sterk beïnvloed door wonderen en tekenen en kerkgroei. Vanaf dat moment werd Wagner officieel geassocieerd met de charismatische leer en theologie. Op dat moment waren er 120 kerken bij hem aangesloten.
Wagner werd gezien als de bedenker van de term de "derde golf". Daarmee wordt gedoeld op de voortgaande lijn van christelijke opwekkingen in de wereld. De Eerste Golf ontstond ten tijde van de opwekking in Azusa-Street in Los Angeles aan het begin van de twintigste eeuw. Hieruit ontstond de Pinksterbeweging. De Tweede Golf werd gevormd door de charismatische beweging in de jaren zestig die zich in tal van kerken buiten de Pinksterbeweging deed gelden. Tijdens de derde golf zou God de vijfvoudige bediening uit het Bijbelboek Efeziërs aan het herstellen zijn, namelijk de bedieningen van apostel, profeet, evangelist, herder en leraar.
Vanaf 1992 begon Wagner te functioneren als apostolische leider binnen in de Nieuwe Apostolische Reformatie, een beweging binnen de charismatische- en pinksterbeweging die het model van de vijfvoudige bediening als het ideale bestuurlijke model van een gemeente zag.
C. Peter Wagner is de oprichter van de New Apostoloc Reformation (Nieuwe Apostolische Reformatie), Global Harvest Ministries en het Wagner Leadership Institute.

## Vraagtekens
In de loop der jaren zijn er enkele vraagtekens ontstaan aangaande enkele van zijn onderwijspunten:
- Spiritual Mapping (geestelijke oorlogsvoering)
- De rol van apostelen en profeten in de kerk voor vandaag
- Demonische bevrijding

## Opleidingen
- B.S. aan de Rutgers University (summa cum laude), 1952
- M.Div. aan het Fuller Theological Seminary, 1955
- Th.M. aan het Princeton Theological Seminary, 1962
- M.A. aan de Fuller Seminary School of World Mission (zending), 1968
- Ph.D. aan de University of Southern California (sociale ethiek), 1977

## Werken
Wagner schreef meer dan 70 boeken, waaronder:
- Latin American Theology. Radical or Evangelical
- Your Spiritual Gifts Can Help Your Church Grow
- Strategies for Church Growth
- How to Have a Healing Ministry
- The New Apostolic Churches
- Churchquake!
- Changing Church
- Breaking Strongholds in Your City
- Freedom from the Religious Spirit
- Prayer Warrior Series
- Warfare Prayer: How to Seek God's Power and Protection in the Battle to Build His Kingdom I
- Prayer shield: How to intercede for pastors, Christian leaders, and others on the spiritual  frontlines
- Confronting the Powers: How the New Testament Church Experienced the Power of Strategic-Level Spiritual Warfare
- Praying With Power: How to Pray Effectively and Hear Clearly from God
- Dominion